# Liste der Kardinalskreierungen Julius’ II.
Im Verlauf seines Pontifikates kreierte Papst Julius II. folgende Kardinäle:

## 29. November 1503
- Clemente Grosso della Rovere O.F.M.Conv.
- Galeotto Franciotti della Rovere
- François Guillaume de Castelnau de Clermont-Lodève
- Juan Zúñiga y Pimentel

## 1. Dezember 1505
- Marco Vigerio della Rovere, O.F.M.Conv.
- Robert Guibé
- Leonardo Grosso della Rovere
- Antonio Ferrero
- Francesco Alidosi
- Gabriele de’ Gabrielli
- Fazio Giovanni Santori
- Carlo Domenico de Carretto
- Sigismondo Gonzaga

## 18. Dezember 1506
- Jean-François de la Trémoille
- René de Prie
- Louis II. d’Amboise

## Mai 1507
- Francisco Jiménez de Cisneros O.F.M.Obs.

## 11. September 1507
- Sisto Gara della Rovere

## 10. März 1511
- Christopher Bainbridge
- Antonio Maria Ciocchi del Monte
- Pietro Accolti
- Achille Grassi
- Francesco Argentino
- Matthäus Schiner
- Bandinello Sauli
- Alfonso Petrucci
- Matthäus Lang von Wellenburg